# Wowetta
Wowetta es una localidad indígena en Alto Takutu-Alto Esequibo
El pueblo obtuvo su significado como "ablandarse" que se remonta a la época histórica. La gente depende de la agricultura de subsistencia y del uso de los recursos naturales para sustentar su sustento. Los hombres principalmente van a cazar, pescar y recolectar productos forestales no maderables para sus familias por temporadas.
Wowetta está rodeada por las montañas Pacaraima y la montaña Makarapan al este, rango de las montañas Kanuku que divide la sabana de Rupununi por la mitad, creando la sabana de Rupununi del norte que está predominantemente ocupada por el pueblo Macushi , y la sabana de Rupununi del sur que está ocupada por el pueblo Wapishana y el pueblo Wai-wai . El pueblo está rodeado por una prístina selva tropical y es uno de los pueblos que bordean el área protegida de bosque lluvioso internacional de Iwokrama.. La gente del norte de Rupununi tiene todos los derechos para continuar con sus derechos tradicionales, como la caza y la recolección de productos forestales no maderables en el área protegida. Existe un Acuerdo de Gestión Comunitaria (CMA) firmado entre Iwokrama y un Memorando de Entendimiento (MOU) permanente que se firmará con la Junta de Desarrollo del Distrito de North Rupununi (NRDDB). Además, la aldea se beneficia de un 15% pagado a la NRDDB como tarifa de los usuarios del bosque que se utiliza para el desarrollo posterior de las diversas aldeas que rodean esa zona. Como tal, Wowetta es miembro de la Junta de Desarrollo del Distrito de North Rupununi, que está dividida en dos por la autopista Georgetown a Lethem.

## política
Wowetta se encuentra en la región # 9 de Alto Takutu-Alto Esequibo , aproximadamente a 450 km al sur de la ciudad capital, Georgetown . Es una aldea satélite de Annai y está gobernada por un consejo de aldea junto con otras cuatro aldeas, Surama, Kwatamang, Rupertee y Annai . Estas cinco aldeas tienen un título de propiedad con una población de 1.500 personas (censo de 2006) con una superficie total de 188.000 km² y están bajo la administración del Ministerio de Asuntos Amerindios, Georgetown y el Consejo Democrático Regional.
El Ayuntamiento de Wowetta garantiza que las personas estén representadas adecuadamente en función de los problemas que afectan a las personas. El Consejo de la aldea tiene el mandato de administrar los recursos naturales en tierras comunales y desarrollar reglas y regulaciones que controlen el uso por parte de forasteros. El consejo de la aldea celebra sus reuniones estatutarias trimestralmente. En estas reuniones, las personas tienen la oportunidad de plantear problemas, así como una actualización de la operación de la aldea. Los problemas de los individuos se toman nota y se toman en cuenta en varios niveles. El consejo de aldea consta de siete Consejeros, encabezados por un Toshao (Jefe), y tiene un mandato de tres años antes de ser reemplazados o reelegidos.
Además, el desarrollo de la carretera Linden-Lethem contribuirá al desarrollo positivo y negativo de la población, por lo que es necesario resolver el problema a fin de preparar a la población para los cambios inminentes que surgirán con los diversos desarrollos.

## Historia
Wowetta se encuentra a unas 7 millas al noreste de Annai. El local de macushi nombre es Aweta nî Pi que significa "llegar blando", pero el no macushi dañado el nombre de Wowetta. [2] Las primeras personas que se establecieron aquí fueron los Payako. Casi todos fueron aniquilados por una terrible enfermedad (fiebre, vómitos y diarrea) que provocó una grave deshidratación y muerte a principios de la década de 1960. Los supervivientes se trasladaron a los lugares ribereños como Makapa, Crash Water y Rewa. A partir de ese momento el lugar se llamó Aweta, ya que la enfermedad hizo que la carne de la gente 'se ablandara', se pudriera. [5]
Después de eso, otros Payako vinieron del sur de Pakaraima para establecerse en este lugar. Comerciaban loros , cuentas y vasijas de barro con el Arekuna que vinieron de lejos Roraima , en la recepción de archivos de intercambio, sables y tela. Los caribes llegaron a escuchar de este comercio y la guerra librada en el macushi Payako. Por envidia, los caribes mataron a todos los hombres y se llevaron a las mujeres. Los pocos supervivientes tuvieron que huir, dejando a los caribes en posesión de estas tierras. El Payako buscó la ayuda de los Arekuna de Roraima y regresó para luchar contra los caribes.
Los caribes tenían armas de fuego, pero el Arekuna y macushi utilizaron su clubes, Taike . Hubo una batalla campal en Karanambo, otras en otros lugares. Los otros enemigos de los Macushi fueron los brasileños que también capturaron a las mujeres Macushi y se las llevaron.
Como resultado de sus alianzas para luchar contra los caribes, las personas que resultan de la zona Annai son una mezcla de Arekuna y Payako macushi . Sus tácticas consistieron en prender fuego a los campamentos caribes durante la noche. Con el tiempo, lograron perseguir a los caribes al norte de la costa, donde se pueden encontrar hasta el día de hoy.

## Economía
Wowetta tiene una serie de actividades económicas que ayudan a la aldea a generar ingresos, como ecoturismo , procesamiento y actividades agrícolas.

## Turismo
El ecoturismo ayuda a promover la conservación de los recursos naturales, así como a recopilar información sobre la existencia de otros recursos naturales que pueden ser manejados por la comunidad. Wowetta tiene un subproducto único que es una atracción turística, el gallito de las rocas de Guyana ( Rupicola rupicola). Cuando los visitantes visitan el sitio, observan los rituales de apareamiento de los pájaros machos y hembras. Las aves muestran una danza única, donde los machos dominantes bailan en círculos mientras la hembra se posa a aproximadamente 1 metro del suelo. Cuando la hembra ve a un macho que muestra el mejor baile, luego cae al suelo y hace su selección, abandona el sitio y se dirige al apareamiento. Un macho dominante siempre está protegiendo un sitio despejado donde normalmente se mostrarían a las hembras. El gallito de las rocas pone dos huevos y cuando los huevos eclosionan, solo una cría sobrevivirá. Esto se debe a la competencia por la comida, cuando los polluelos comienzan a desarrollarse.

## Agroprocesamiento
La yuca ha sido cultivada por los Macushis y Wapishiana durante siglos. Producen su alimento básico procesando la yuca en productos finales de pan de yuca, farina, casreep y tapioca . Esta es su comida principal, con pescado o carne.
El grupo de mujeres de Wowetta ha comenzado a procesar yuca en grandes cantidades que se suministran al Ministerio de Asuntos Amerindios como parte de su programa de ayuda para ayudar con el problema de las aldeas afectadas por las inundaciones. El procesamiento requiere el esfuerzo de varias mujeres que se dedican al procesamiento, desde la cosecha inicial hasta la etapa final. Este proyecto está respaldado por un molino que lo hace algo menos intensivo en mano de obra. El procesamiento requiere cosechar la yuca y remojar la yuca durante cuatro días, mientras las mujeres regresan a su finca para cosechar yuca amarga fresca. Cuando se transporta al sitio de procesamiento, las mujeres raspan la piel fuera de la yuca. Luego, la yuca pelada se lava y se coloca en el molino de yuca.